# بییار دل ری
بییار دل ری (به اسپانیایی: Villar del Rey) یک شهرستان در اسپانیا است که در استان باداخس واقع شده‌است.